# André Ayew
André Morgan Rami Ayew (Seclin, 17 de dezembro de 1989) é um futebolista franco-ganês que atua como atacante. Atualmente está sem clube.

## Biografia

### West Ham
No dia 8 de agosto de 2016 West Ham United oficializou a compra do atacante Ganês por £24,10m

## Vida Pessoal
É filho do ex-jogador Abedi Pelé (cujo nome real é Abedi Ayew) e irmão dos também jogadores Jordan Ayew e Abdul Rahim Ayew.

## Títulos
Olympique de Marseille
- Copa da Liga Francesa: 2010–11, 2011–12
- Supercopa da França: 2010, 2011

Al Sadd
- Liga de Futebol do Catar: 2021–22
- Copa do Emir do Catar: 2021

Seleção Ganesa
- Mundial Sub-20: 2009

Individual
- Futebolista Africano do Ano pela BBC: 2011